# Edgar Cardoso
Edgar António de Mesquita Cardoso (* 11. Mai 1913 in Porto; † 5. Juli 2000 in Lissabon) war ein portugiesischer Brückenbauingenieur.

## Leben
In Porto als Sohn eines portugiesischen Offiziers und Bergbauingenieurs und einer wohlhabenden Brasilianerin geboren, verbrachte er dort den ersten Teil seiner Kindheit, bevor er mit seiner Familie nach Lissabon zog. Im Alter von elf Jahren zog er mit seinen Eltern und sechs Geschwistern zurück nach Porto. Sein Vater, zuletzt im Rang eines Majors, wurde 1924 in die Reserve versetzt und wurde Direktor bei der staatlichen Straßenverwaltung Junta Autónoma de Estradas (JAE). Nach dem Abitur am Liceu Alexandre Herculano 1931 trat Cardoso in die Fußstapfen seines Vaters und schrieb sich an der ingenieurwissenschaftlichen Fakultät der Universität Porto ein.
Nach seinem Abschluss 1937 trat er eine Stellung bei der JAE im Fachbereich Brücken an. Neben Planung und Bau von Brücken widmete er sich zunehmend der Forschung und Innovation. Parallel zu seiner öffentlichen Anstellung wurde er auch privatwirtschaftlich tätig; er eröffnete 1944 ein eigenes Büro in Lissabon. Auch seine akademische Karriere entwickelte sich zunehmend, insbesondere ab 1951, als er eine Professur am Instituto Superior Técnico (IST) annahm. In der Folge stiegen auch seine Auftragsarbeiten stark an. Bekannt wurde u. a. sein Bau der Ponte da Arrábida in Porto, die damals die größte Stahlbeton-Bogenbrücke der Welt war. Neben zahlreichen Projekten in Portugal und den damaligen portugiesischen Kolonien war er auch international tätig, etwa bei der Brückenplanung beim Schnellstraßenbau in Barcelona 1969, oder 1974 in Italien, bei der Diskussion über die Planungen der Brücke über die Straße von Messina.
Nach der Nelkenrevolution 1974 war er gezwungen, seine akademischen Aufgaben niederzulegen, da ihm Unterstützung des autoritären Estado-Novo-Regimes vorgeworfen wurde. Von 1979 bis zur Pensionierung 1983 war er wieder als Professor tätig. Er erhielt eine Vergütung von einer Million Escudos für die Zeit von 1974 bis 1979, die er staatlichen Stellen überließ, welche daraufhin die Stiftung Edgar Cardoso gründeten, die seither Stipendien und Forschungspreise am IST vergibt.
Die Eisenbahnbrücke Ponte de São João in Porto wurde 1991 sein letztes eigenes Projekt. Er war danach nur gelegentlich und in beratender oder mitbeteiligter Funktion tätig, etwa beim Ausbau des Flughafens Madeira (Eröffnung 2000).
2000 starb er im Krankenhaus Hospital Pulido Valente in Lissabon. Er war seit dem 7. Juni 1941 mit Margarida Congeol verheiratet und hinterließ keine Kinder.

## Rezeption
Cardoso gilt heute als Innovator im Brückenbau, dessen Konstruktionen für ihre Leichtigkeit und filigrane Formschönheit bekannt wurden. Er wurde bei der 2007 vom öffentlich-rechtlichen Fernsehsender Rádio e Televisão de Portugal veranstalteten Wahl zum größten Portugiesen aller Zeiten (Os Grandes Portugueses) auf Platz 87 gewählt.
Er war Ehrendoktor der Universidade Federal do Rio de Janeiro.

## Werke (Auswahl)

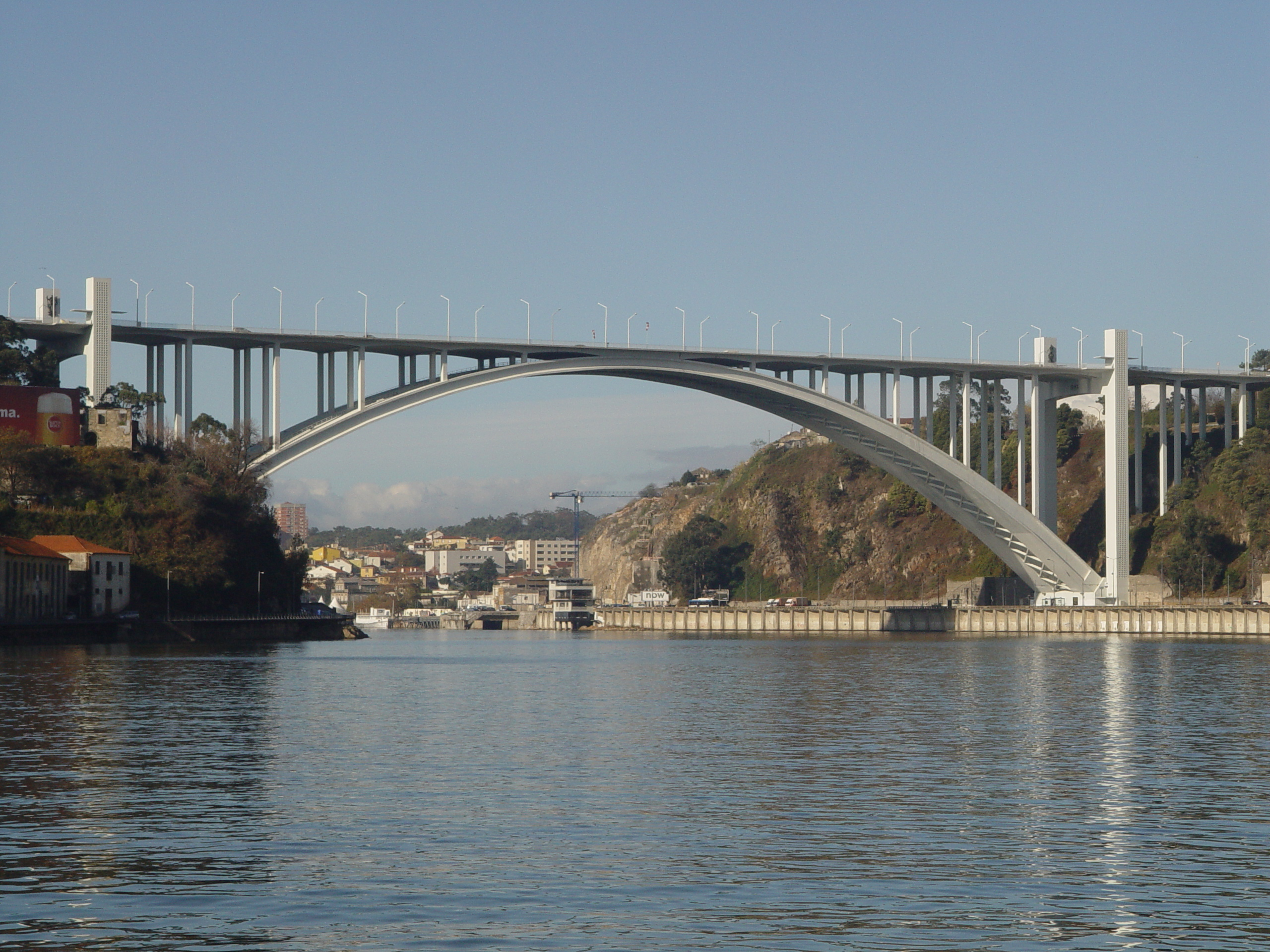
Die Ponte da Arrabida, in Porto

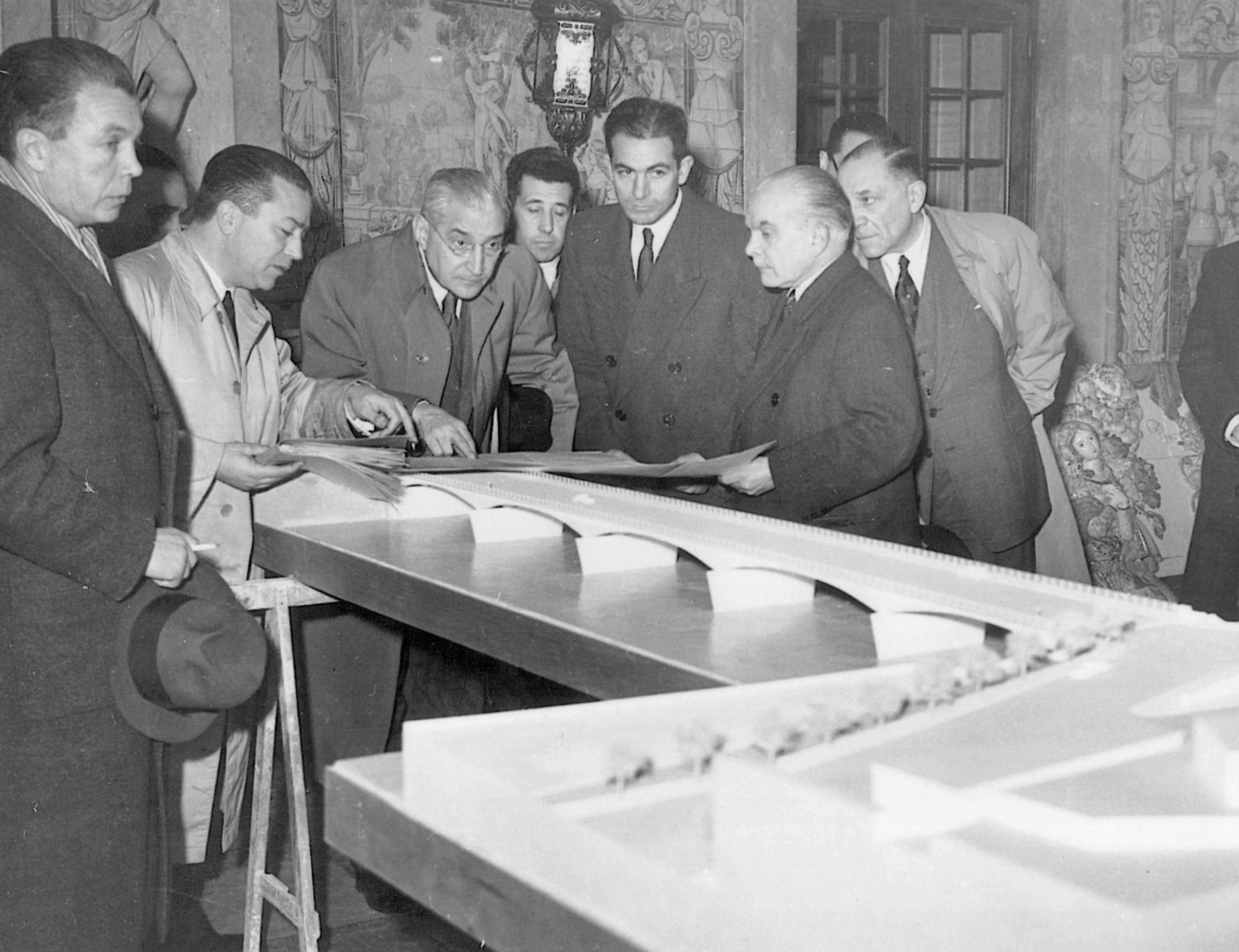
Diktator Salazar besichtigt das Projektmodell von Edgar Cardoso für die Brücke Santa Clara in Coimbra

- Verstärkung und Verbreiterung der Ponte D. Luís I in Santarém (1959)
- Ponte da Arrábida in Porto (Eröffnung 1963)
- Brücke über den Limpopo in Xai-Xai, Mosambik (Eröffnung 1964)
- Ponte Almirante Sarmento Rodrigues in Barca d’Alva (Eröffnung 1967)
- Ponte Samora Machel in Tete, Mosambik (Eröffnung 1973)
- Ponte Governador Nobre de Carvalho in Macau (Eröffnung 1974)
- Ponte Edgar Cardoso in Figueira da Foz (Eröffnung 1982)
- Ponte de São João in Porto (Eröffnung 1991)